# Crucinotacris
Crucinotacris is een geslacht van rechtvleugeligen uit de familie veldsprinkhanen (Acrididae). De wetenschappelijke naam van dit geslacht is voor het eerst geldig gepubliceerd in 1996 door Jago.

## Soorten
Het geslacht Crucinotacris omvat de volgende soorten:
- Crucinotacris cruciata Bolívar, 1912
- Crucinotacris decisa Walker, 1871
- Crucinotacris werneriana Karny, 1907